# Bayerisches Pilgerbüro

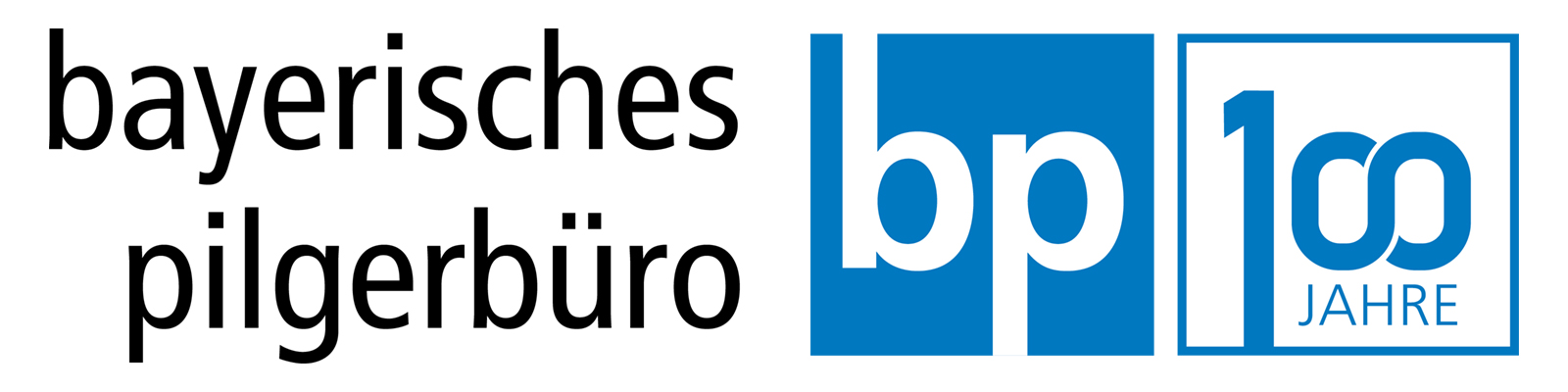
Bayerisches Pilgerbüro

Das Bayerische Pilgerbüro mit Sitz in München ist ein 1925 von Johannes Neuhäusler gegründeter katholischer Reiseveranstalter für Pilger-, Wander- und religiöse Studienreisen sowie Kreuzfahrten mit religiöser Ausrichtung. Ziele sind unter anderem die Hauptpilgerorte Rom, Lourdes, Fatima, Santiago de Compostela und das Heilige Land mit Jerusalem sowie Wanderreisen europaweit. Aktuell (Stand 2017) hat das Bayerische Pilgerbüro zusammen mit seiner 1978 gegründeten Tochter Bayerisches Pilgerbüro Studienreisen GmbH rund 130 Reisen innerhalb Europas, mehr als 20 Afrika- und Orientreisen sowie Fernziele, wie Indien oder Mexiko im Programm. 200 Reiseleiter und 150 geistliche Begleiter sind dafür engagiert.
Auch Sonderreisen für Gruppen, Pfarrgemeinschaften, Chöre, kirchennahe Organisationen und Verbände bietet der Münchner Reiseveranstalter an.
Das Bayerische Pilgerbüro ist als gemeinnütziger Non-Profit-Verein organisiert, der 2015 mit dem TourCert-Siegel für Nachhaltigkeit und Unternehmensverantwortung im Tourismus ausgezeichnet wurde. Präsident des Bayerischen Pilgerbüros ist Weihbischof Wolfgang Bischof.